# Distrito de Dolega
Dolega es uno de los distritos que conforman la provincia de Chiriquí, Panamá.

## Toponimia
Según la maestra Beatriz Miranda de Cabal en su obra "La mata del colibrí", el nombre Dolega proviene de dos términos usados por los indios doraces: Dole= colibrí, ga= mata, lo que quiere decir "el lugar del colibrí", naturalmente se fue modificando con el tiempo.[cita requerida]

## Historia
No existe una uniformidad sobre cuándo se fundó el distrito. El historiador Rubén Darío Carles en su obra "220 años de historia colonial en Panamá" mencionó que Fray Antonio de la Rocha fundó el pueblo de Dolega en 1635. El historiador Alberto Osorio señala que la fundación fue en 1671, por Gómez Suárez de Figueroa. Mientras que Ernesto Castillero Reyes, señaló que el pueblo fue fundado con el nombre de San Francisco de Dolega, en 1795, por los frailes franciscanos encargados de las misiones de indios. 
A pesar de la diferencia en fechas, existe un acuerdo de que los primeros pobladores de la zona fueron los indios doraces. Carles señaló que la etimología del nombre Dolega es diversa, tomando como la más común el término de lenguaje doraz como "sitio del visitaflor o mata del colibrí". Osorio, en cambio, indica que uno de los caciques de los doraces se llamaba Dolegaya.
Dolega inicialmente fue una parroquia del cantón de Alanje y se calculó que en 1824 tenía unos 739 habitantes. Sin embargo, según un censo general realizado por el gobierno de Colombia en 1843, Dolega contaba con 1.583 habitantes dedicados a las actividades agropecuarias.
En 1862, la Asamblea del Estado de Panamá estableció por ley que el Departamento de Chiriquí quedaba dividido en once distritos, en el cual se incluía a Dolega. En febrero de 1866, se inició en Dolega un movimiento sedicioso al mando de Aristides de Obaldía. Los insurrectos dolegueños conocidos como los "guaraperos" apoyaban al autoproclamado jefe de Estado Santiago Agnew. "Noventa hombres, entre voluntarios y reclutas, casi todos de Dolega, a cuyo mando se puso Obaldía, atacaron el cuartel de David, donde los alzados contra el Gobierno se hicieron fuertes". La acometida de los dolegueños obligó a la rendición de los rebeldes. 
Según Castillero, el distrito de Dolega fue suprimido en 1868 y anexado al de Boquerón, medida que duró hasta 1871, cuando volvió a restablecerse el distrito.
Con el nacimiento de la República de Panamá en 1903, el distrito de Dolega se mantuvo como unidad política y administrativa de la provincia de Chiriquí. De acuerdo con Osorio, en 1904, este distrito contaba con unos 4.259 habitantes.

## División político-administrativa
Está conformado por ocho corregimientos:
- Dolega
- Dos Ríos
- Los Anastacios
- Potrerillos
- Potrerillos Abajo
- Rovira
- Tinajas
- Los Algarrobos

## Geografía
El distrito limita al norte con el distrito de Boquete, al sur y este con el de David, y al oeste con los distritos de David y Boquerón. El distrito de Dolega tiene una extensión territorial de 254 km²..Se encuentra a una latitud de 441 metros sobre el nivel del mar. 
La mayor parte del basamento geológico del distrito está constituido por rocas volcánicas con sedimentos de materiales de erosión no consolidados como cantos y gravas.
El distrito por encontrarse dentro de la zona tropical lluviosa, está afectado por dos períodos estacionales: uno seco y uno lluvioso. El período seco comprende los meses de diciembre a abril y el lluvioso va de mayo a noviembre.
Dolega cuenta con tres importantes ríos que son: el Majagua, el Cochea y el David. Estos ríos fluyen de norte a sur teniendo sus nacimientos en las faldas del Volcán Barú.
- Río Majagua: tiene unos 70 kilómetros de longitud, y sus aguas se aprovechan para abastecer de agua potable a la ciudad de David, además para irrigar las fincas ganaderas y para balnearios turísticos.
- Río Cochea: nace en el como del volcán Barú a unos 2140 metros de altitud. Cuenta con una longitud de unos 85 km de longitud y cuenta con unos once afluentes. Las aguas de este torrentoso río son utilizadas para las industrias caficultoras, y la generación de energía hidroeléctrica.
- Río David: tiene una extensión de unos 60 kilómetros. Su nacimiento está ubicado en las áreas montañosas de la comunidad del Banco de Palmira. Actualmente se desarrolla un proyecto de energía hidroeléctrica utilizando las aguas de este río a la altura de la comunidad de Dolega.

Las fiestas patronales son el 4 de octubre; San Francisco.